# Дьяченко, Николай Сидорович
Николай Сидорович Дьяченко (1921—1945) — старший лейтенант Рабоче-крестьянской Красной Армии, участник Великой Отечественной войн, Герой Советского Союза (1945).

## Биография
Николай Дьяченко родился 20 февраля 1921 года в селе Ольховчик (ныне — Корсунь-Шевченковский район Черкасской области Украины). Окончил среднюю школу. В 1938 году Дьяченко был призван на службу в Рабоче-крестьянскую Красную Армию. В 1940 году окончил Тамбовское кавалерийское училище. С августа 1941 года — на фронтах Великой Отечественной войны. В боях четыре раза был ранен. Принимал участие в битве за Москву, Сталинградской и Курской битвах, битве за Днепр. К январю 1945 года старший лейтенант Николай Дьяченко командовал ротой 524-го стрелкового полка 112-й стрелковой дивизии 13-й армии 1-го Украинского фронта. Отличился во время освобождения Польши.
За период наступления с 12 по 24 января 1945 года рота Дьяченко уничтожила около 150 солдат и офицеров противника, подбила 3 автомашины, захватила большие трофеи. 24 января 1945 года во время боя за пограничный населённый пункт Шрейберсдорф к северо-западу от Кемпно рота Дьяченко прорвала вражескую оборону и захватила его, способствовав успешному продвижению вперёд. В дальнейшем рота отбила несколько сильных контратак противника, уничтожив около 50 солдат и офицеров. Дьяченко был тяжело ранен, но продолжал сражаться, погибнув в бою. Похоронен на месте боя.
Указом Президиума Верховного Совета СССР от 10 апреля 1945 года за «мужество, отвагу и героизм, проявленные в борьбе с немецкими захватчиками», старший лейтенант Николай Дьяченко посмертно был удостоен высокого звания Героя Советского Союза. Также был награждён орденами Ленина и Красного Знамени.
В честь Дьяченко названа улица в Корсунь-Шевченковском и школа, в которой он учился.